# Poznańska legenda o skradzionych hostiach

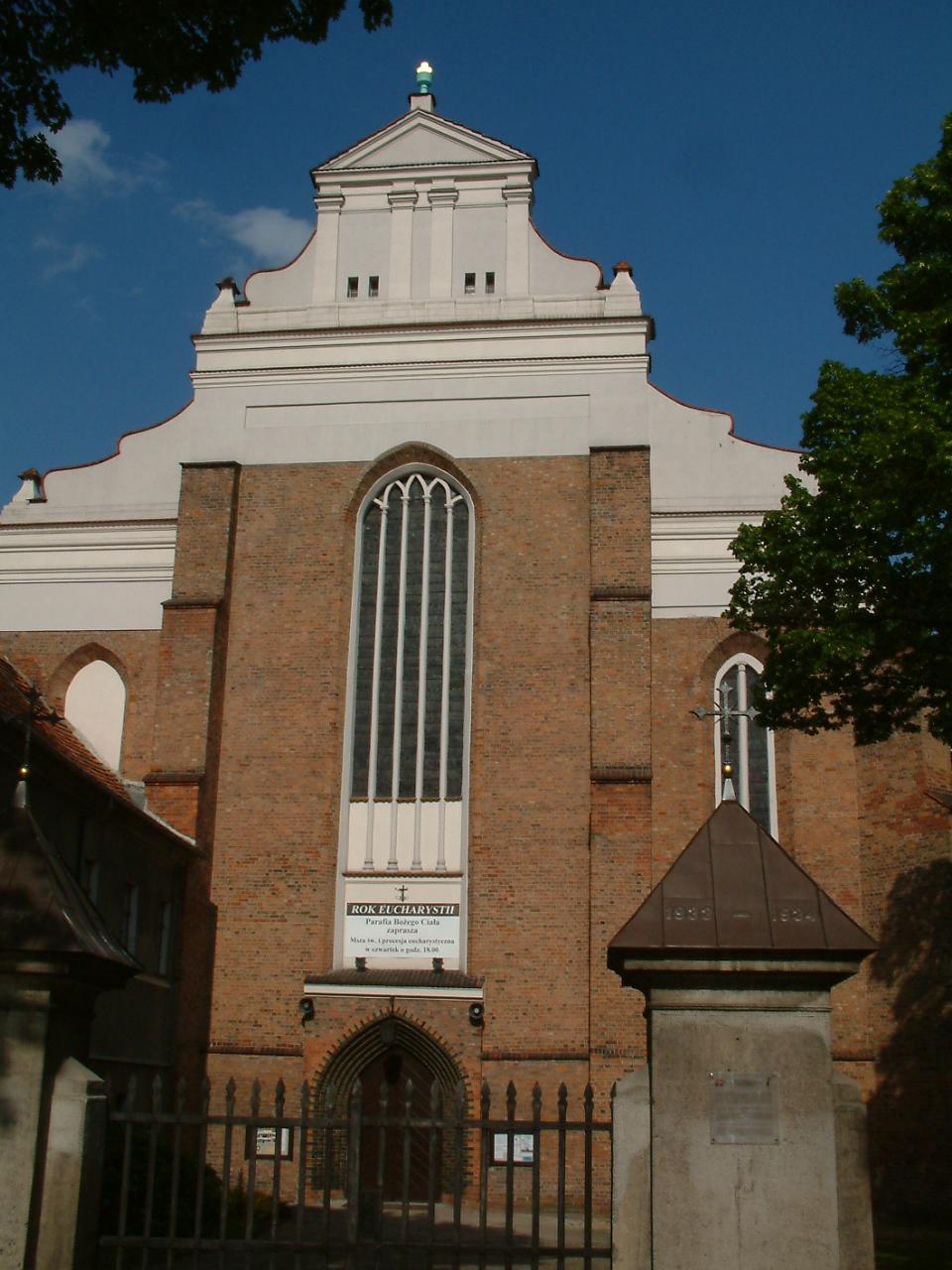
Kościół Bożego Ciała – sanktuarium powstałe z fundacji Władysława Jagiełły w miejscu, gdzie (zgodnie z legendą) odnaleziono hostie

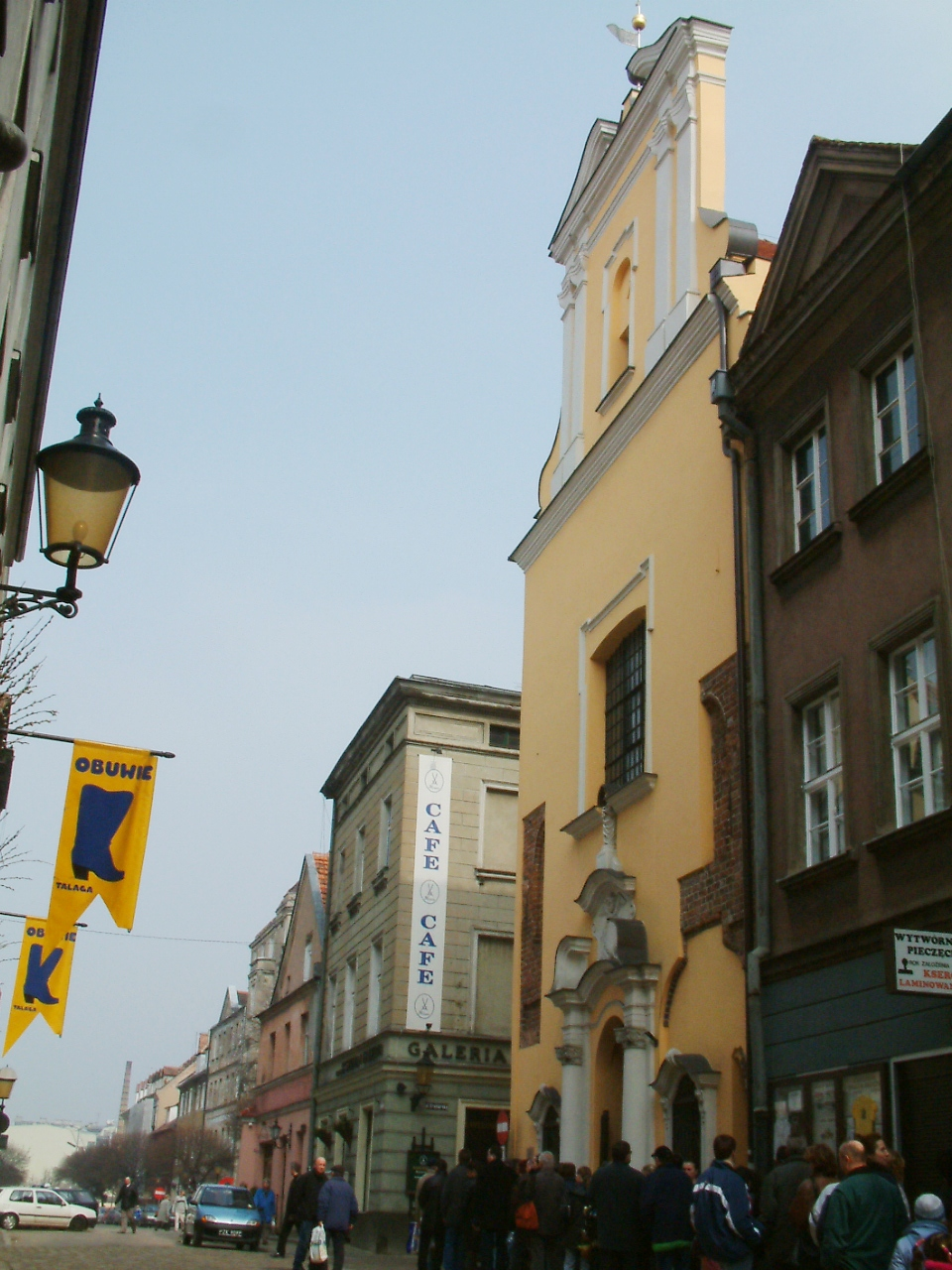
Kościół Najświętszej Krwi Pana Jezusa – powstały w miejscu, gdzie według legendy zbezczeszczono hostie

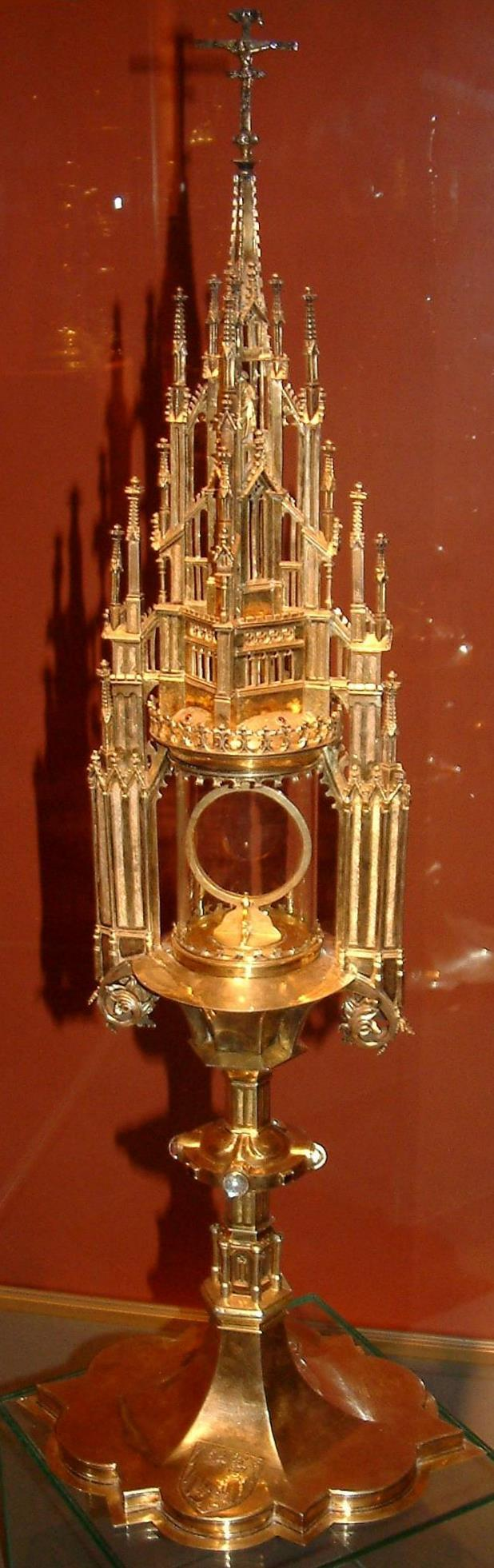
Monstrancja ufundowana przez Władysława Jagiełłę kościołowi Bożego Ciała

Poznańska legenda o skradzionych hostiach – średniowieczna legenda opisująca profanację konsekrowanych hostii, najprawdopodobniej przyniesiona przez karmelitów. W średniowieczu odnotowano ok. 100 przypadków oskarżeń o profanację eucharystii (głównie na obszarach niemieckich).

## Treść legendy
W roku 1399 grupka poznańskich Żydów chcąc sprawdzić, czy konsekrowane hostie są rzeczywiście ciałem Jezusa Chrystusa, miała przekupić służącą u nich dziewczynę (jak podają kroniki, miała na imię Krystyna), aby je dla nich skradła. Jan Długosz opisuje to zdarzenie w swoich Rocznikach (Annales seu cronicae incliti Regni Polonia) „W Piątek, dnia piętnastego Sierpnia, kobieta pewna z Poznania, po przyjęciu w klasztorze zakonu kaznodziejskiego Najświętszej Komunii, wyniosła ją w ustach dla sprzedania Żydom mieszkającym w Poznaniu. Gdy potem znaleziono ją na błoniach miasta Poznania, miejsce to poczęło zaraz słynąć wielkiemi cudami. Czem spowodowany Władysław król Polski, założył w tem miejscu klasztor braci Karmelitów pod tytułem Bożego Ciała; a zmurowawszy z cegieł ozdobnym kształtem chór klasztorny, nadał rzeczonemu klasztorowi na utrzymanie braci zakonnych młyn królewski w posagu”.
Według jednej wersji miała to być hostia skradziona podczas komunii, zaś według innej trzy hostie wykradzione z tabernakulum. Komunikanty miały pochodzić z Kościoła Serca Jezusowego w Poznaniu (należącego wówczas do dominikanów). Hostie zostały zaniesione do domu stojącego na rogu ulic Żydowskiej i Kramarskiej. Aby się przekonać, czy przeistoczenie jest prawdą, świętokradcy mieli położyć je na stole i zacząć kłuć nożami. W tym momencie trysnęła z nich krew. Jej kropla miała upaść na niewidomą Żydówkę, która w tym momencie odzyskała wzrok. Przerażeni Żydzi postanowili najpierw zakopać hostie, lecz te za każdym razem pojawiały się na powierzchni. Następnie próbowali utopić je w studni znajdującej się w piwnicy tejże kamienicy, lecz i to się nie powiodło. Ostatecznie usiłowali utopić je w leżących na południe od miasta bagnach, lecz wówczas hostie zaczęły unosić się nad powierzchnią ziemi, a przerażeni świętokradcy uciekli. W drodze przez miasto, według legendy, również doszło do kilku uzdrowień.
Unoszące się w powietrzu hostie odnalazł 15 sierpnia 1399 pewien pasterz, który pasąc swoje stado zauważył, że nagle bydło zaczyna klękać i wznosić głowy ku górze w stronę otoczonych blaskiem komunikantów. Na miejsce cudu, zgodnie z kronikami, przybyli wkrótce mieszczanie, władze miasta oraz biskup Wojciech Jastrzębiec. W orszaku znajdował się również dominikanin Jan Ryczywół. Uniósł on patenę, na której hostie same spoczęły. Następnie przeniesiono je w procesji do poznańskiej kolegiaty. Jednak dzień później okazało się, że ponownie zniknęły. Odnaleziono je na poprzednim miejscu, a gdy sytuacja powtórzyła się jeszcze raz, uznano, że Ciało Chrystusa postanowiło spoczywać w tym właśnie miejscu. Wzniesiono tam wówczas drewnianą kapliczkę.

## Wpływ legendy
Na miejscu kaplicy król Władysław II Jagiełło ufundował kościół Bożego Ciała w Poznaniu, najważniejsze wówczas miejsce pielgrzymkowe w kraju oraz klasztor karmelitów trzewiczkowych, którzy mieli sprawować opiekę nad sanktuarium. Król przybył tu przed bitwą pod Grunwaldem, a następnie podczas powrotu z wyprawy nie udał się do Krakowa, lecz do Poznania, aby podziękować Bogu za zwycięstwo. Następnie król odwiedzał to sanktuarium przed każdą wyprawą wojenną. Przez wieki zachowała się monstrancja ufundowana przez króla Władysława dla trzech hostii. W XVIII wieku kamienica na rogu ulic Żydowskiej i Kramarskiej (tzw. Kamienica Świdwów), gdzie miała odbyć się profanacja stała się kościołem Najświętszej Krwi Pana Jezusa. W sierpniu 1620 znaleziono w niej stół ze śladami krwi, który uznano za relikwię, zaś wodę ze studni zaczęto uznawać za uzdrawiającą. Stół przeniesiono 30 sierpnia 1620, w uroczystej procesji (kilkanaście tysięcy ludzi) do kościoła Bożego Ciała. Do dziś w każdą Wielką Sobotę studnia jest udostępniana chętnym. W XVIII wieku kult Bożego Ciała zaczął tracić na swym ogólnopolskim charakterze, ale po dziś dzień obchody święta są w Poznaniu szczególnie uroczyste.
W maju 2005 roku metropolita poznański abp Stanisław Gądecki polecił usunąć z kościoła Najświętszej Krwi Pana Jezusa zabytkową, antyżydowską tablicę upamiętniającą domniemaną profanację hostii. Napis na niej głosił:
Ty Boże, jak za taką krzywdę nagrodzimy?
Twoję, gdy ciężką mękę w Poznaniu widzimy.
Ty sam Boże jakoś jest zawsze sprawiedliwy,
Ty wyniszcz aż do szczętu ten naród złośliwy.
Tablica trafiła do Muzeum Archidiecezjalnego.